# Baltimore Colts 1954
La stagione 1954 dei Baltimore Colts è stata la seconda della franchigia nella National Football League. Sotto la direzione del nuovo capo-allenatore Weeb Ewbank la squadra pareggiò il record dell'anno precedente finendo con 3 vittorie e 9 sconfitte, al sesto posto della Western Conference.

## Calendario
| Stagione regolare |                   |                        |           |        |                               |          |
| Turno             | Data              | Avversario             | Risultato | Record | Stadio                        | Pubblico |
| 1                 | 26 settembre 1954 | Los Angeles Rams       | S 0–48    | 0–1    | Memorial Stadium              | 36,215   |
| 2                 | 2 ottobre 1954    | New York Giants        | V 20–14   | 1–1    | Memorial Stadium              | 27,088   |
| 3                 | 10 ottobre 1954   | at Chicago Bears       | S 9–28    | 1–2    | Wrigley Field                 | 27,845   |
| 4                 | 16 ottobre 1954   | at Detroit Lions       | S 0–35    | 1–3    | Tiger Stadium                 | 48,272   |
| 5                 | 24 ottobre 1954   | Green Bay Packers      | S 6–7     | 1–4    | Memorial Stadium              | 28,680   |
| 6                 | 31 ottobre 1954   | at Washington Redskins | S 21–24   | 1–5    | Griffith Stadium              | 23,566   |
| 7                 | 6 novembre 1954   | Detroit Lions          | S 3–27    | 1–6    | Memorial Stadium              | 25,287   |
| 8                 | 13 novembre 1954  | at Green Bay Packers   | S 13–24   | 1–7    | Milwaukee County Stadium      | 19,786   |
| 9                 | 21 novembre 1954  | Chicago Bears          | S 13–28   | 1–8    | Memorial Stadium              | 23,093   |
| 10                | 28 novembre 1954  | San Francisco 49ers    | V 17–13   | 2–8    | Memorial Stadium              | 23,875   |
| 11                | 4 dicembre 1954   | at Los Angeles Rams    | V 22–21   | 3–8    | Los Angeles Memorial Coliseum | 30,744   |
| 12                | 11 dicembre 1954  | at San Francisco 49ers | S 7–10    | 3–9    | Kezar Stadium                 | 26,856   |

## Classifiche
| NFL Western Conference |   |   |   |      |       |     |     |     |
|                        | V | S | P | %    | CONF  | PF  | PS  | STR |
| Detroit Lions          | 9 | 2 | 1 | .818 | 8–2   | 337 | 189 | V1  |
| Chicago Bears          | 8 | 4 | 0 | .667 | 7–3   | 301 | 279 | V4  |
| San Francisco 49ers    | 7 | 4 | 1 | .636 | 5–4–1 | 313 | 251 | V2  |
| Los Angeles Rams       | 6 | 5 | 1 | .545 | 4–5–1 | 314 | 285 | V1  |
| Green Bay Packers      | 4 | 8 | 0 | .333 | 3–7   | 234 | 251 | S4  |
| Baltimore Colts        | 3 | 9 | 0 | .250 | 2–8   | 131 | 279 | S1  |

Nota: I pareggi non venivano conteggiati ai fini della classifica fino al 1972.